# Zamami
Zamami (座間味村?) è un villaggio giapponese della prefettura di Okinawa. Il villaggio è una struttura territoriale amministrativa giapponese ed ha un territorio composto da più di 20 isole, esse si trovano a circa 40 km verso ovest rispetto alla capitale della prefettura di Naha. Nel febbraio del 2013 il villaggio aveva una popolazione di 913 persone, con una densità di 55,20 abitanti per km². L'area del villaggio di Zamami è di 16,74 km2.
Il 3 marzo 2014 (Coral Day), le Isole Kerama, compreso il villaggio di Zamami, furono definite dal Giappone Parco nazionale. Altre designazioni di Zamami comprendono l'attribuzione di due stelle nella Guida Michelin del Giappone, come "Wetland of International Importance" secondo la Convenzione di Ramsar (2005).

## Geografia

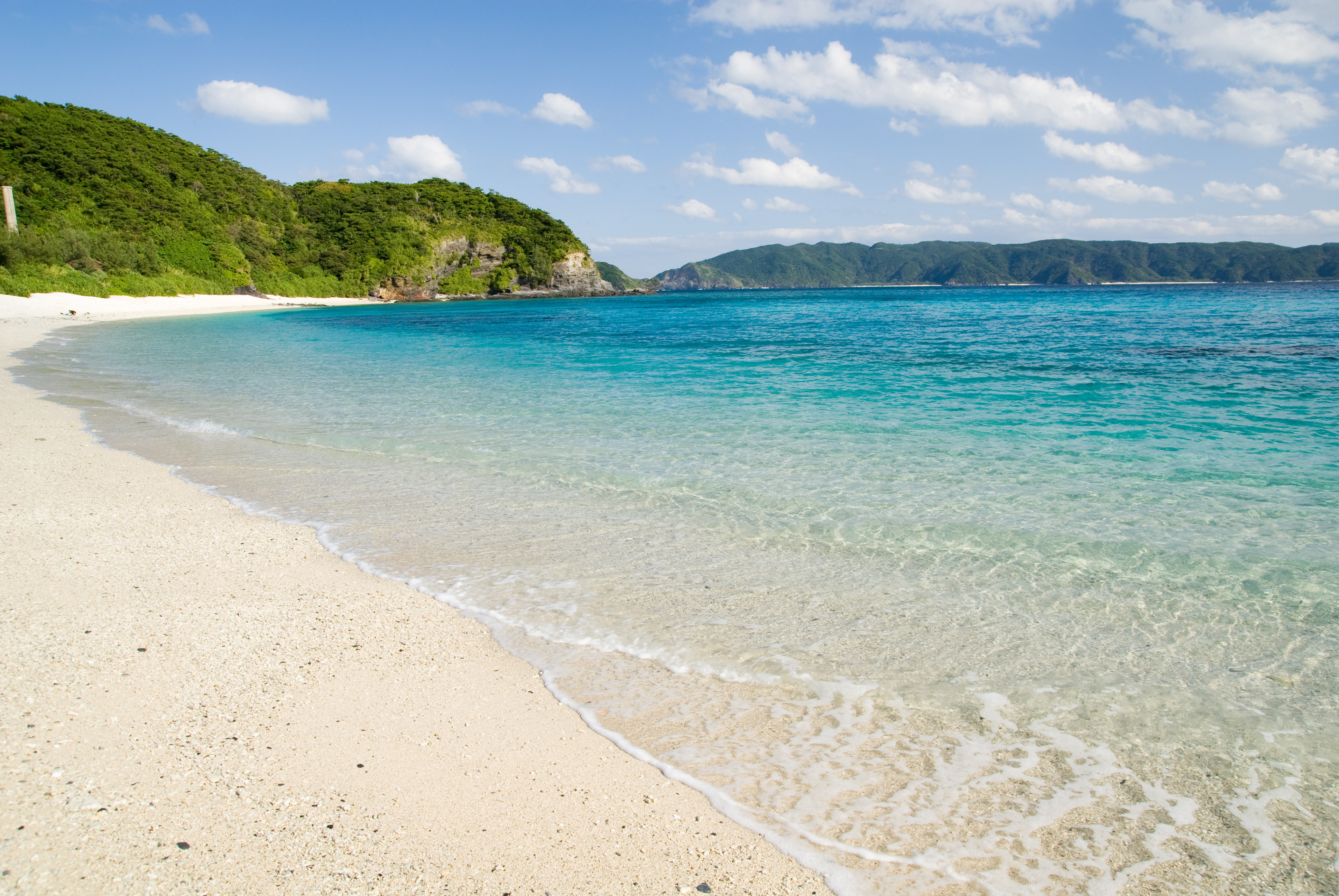
Furuzamami Beach nell'isola di Zamami

Le principali isole del villaggio di Zamami comprendono Zamami (座間味島?, Zamamijima), Aka (阿嘉島?, Akajima), Geruma (慶留間島?, Gerumajima) e Fukaji (外地島?, Fukajijima).
Le isole di Zamami, Aka e Geruma sono le uniche abitate del villaggio. Varie altre isole disabitate fanno parte del territorio del villaggio, comprese Gahi, Agenashiku, Amuro, Yakabi, Kuba, Ou e Mukaraku.
Nel villaggio sono presenti molte spiagge di sabbia corallina, tra le quali, per esempio, Furuzamami Beach e Ama Beach, sull'isola di Zamami. Sull'isola Aka vi è Nishibama Beach.
Le isole del villaggio sono piuttosto montagnose. L'isola di Zamami ha un osservatorio in cima alla sua montagna centrale, Takatsukiyama. Le isole di Aka e Geruma sono semplicemente collinose. Come per gran parte del resto del Giappone, la topografia ripida lascia relativamente poco spazio all'agricoltura e alle abitazioni.

## Storia
Zamami si formò durante il periodo dei sambaquì delle isole Ryūkyū. Il periodo corrisponde più o meno al Periodo Jōmon (10000 – 300 a.C.), relativo all'area delle isole principali del Giappone. Sambaquì di conchiglie sono presenti a Zamami, in particolare i sambaquì Furuzamami, e altri sono a Utaha sull'isola di Aka.
Zamami cominciò ad avere risalto sotto il Regno delle Ryūkyū come il Jiyaman magiri. Il magiri era un tipo di distretto regionale amministrativo nell'Okinawa del periodo pre-moderno e Jiyaman magiri, insieme a Tōkashichi magiri controllava le isole Kerama.
Zamami fu nota per il suo porto e per la sua prossimità all'isola di Okinawa, e veniva utilizzata come porto dei commerci con la Cina durante il XIV secolo. Le navi cinesi attendevano nella baia di Ago-no-Ura dell'isola di Zamami i venti favorevoli prima di partire per la Cina.
Prima della seconda guerra mondiale il villaggio era noto per la produzione del carbone vegetale usato a Naha. Il villaggio era anche noto per la sua attività di pesca. La pesca del tonnetto striato (detto anche "bonito") fu introdotta a Zamami nel 1901, la prima nella Prefettura di Okinawa, e il villaggio divenne un centro di katsuobushi, un filetto disseccato di bonito, essenziale per la cucina giapponese. Inoltre, dall'inizio del Periodo Meiji fino alla II guerra mondiale, le isole di Yakabi e Kuba ospitavano miniere di rame. Oggi le isole sono disabitate e lo sbarco è vietato tranne che per i servizi ufficiali religiosi nei luoghi sacri delle isole.
L'isola fu tra le prime aree giapponesi con abitanti civili ad essere invase dagli Stati Uniti d'America durante la II guerra mondiale. Ciò ebbe luogo il 26 marzo 1945 insieme ad altre isole nell'arcipelago di Kerama. Prima e durante l'invasione, il governo giapponese ordinò ai residenti di Zamami di suicidarsi con bombe a mano. Ancora oggi proseguono le controversie su questo periodo. I militari americani utilizzarono le isole Kerama come base per lanciare la loro invasione sull'isola di Okinawa il 1º aprile 1945.

## Economia
Nonostante una situazione storica, economica e sociale negativa alla fine della II Guerra mondiale, Zamami è oggi diventata una destinazione turistica popolare. La sua economia si basa quasi del tutto sul turismo, e il 92% della sua popolazione è impiegata nell'industria turistica. Le attività prevalenti offerte ai turisti a Zamami sono immersioni, snorkeling, escursioni marine singole in kayak, standup paddleboarding e pesca. La spiaggia di Furuzamami è conosciuta e apprezzata per le sue acque cristalline ricche di coralli e pesci. Molte persone vengono in queste isole in inverno e a inizio primavera per aver l'occasione di vedere le megattere. A questo scopo vi è una grande offerta di imbarcazioni, così come gazebo vengono attrezzati lungo le coste dell’isola. Nelle vicinanze vi sono altre isole disabitate, accessibili via mare dal porto di Zamami; è anche possibile noleggiare auto e motoscooter per percorrere le strette e serpeggianti strade montane dell'isola.
Solo 8,38 km2 di Zamami sono utilizzati ai fini agricoli e gli abitanti del villaggio si sono ridotti a sole 35 famiglie di agricoltori. Vi vengono prodotte piccole quantità di arachidi, papaya, patate, manzo e capre. Parimenti anche l'industria della pesca è in declino, con sole 42 famiglie impegnate in quest'attività. Il mozuku (Cladosiphon okamuranus), un tipo di alga edibile, è molto popolare nella cucina di Okinawa ed è il prodotto marino primario del villaggio. Il porto di Aka sull'omonima isola è il porto principale per la pesca nell'intero territorio del villaggio. La Cooperativa di Pesca del Villaggio di Zamami gestisce negozi sia sull'isola di Zamami che su quella di Aka, vendendo direttamente il pesce appena pescato.

## Infrastrutture e trasporti

### Ferry
Zamami può essere raggiunta via mare (ferry) dal molo di Tomari, che è parte del più ampio Porto di Naha. Il porto principale nel villaggio è quello di Zamami, attivo dal maggio 1972. Il porto è di proprietà della Prefettura di Okinawa, che lo gestisce. Il ferry standard di Zamami impiega un'ora e mezza mentre quello più veloce, Queen Zamami III, impiega 50 minuti a raggiungere le isole da Naha. I ferry si fermano sia a Zamami che ad Aka prima di tornare a Naha. L'orario del Queen Zamami cambia tra il suo primo e secondo viaggio del giorno.

### Bus
Vi è un'autolinea nell'isola di Zamami che porta i passeggeri a Furuzamami Beach o ad Asa Hamlet o ad Ama Beach e nelle zone circostanti. Il viaggio in bus costa ￥300 sola andata.

### Aerei

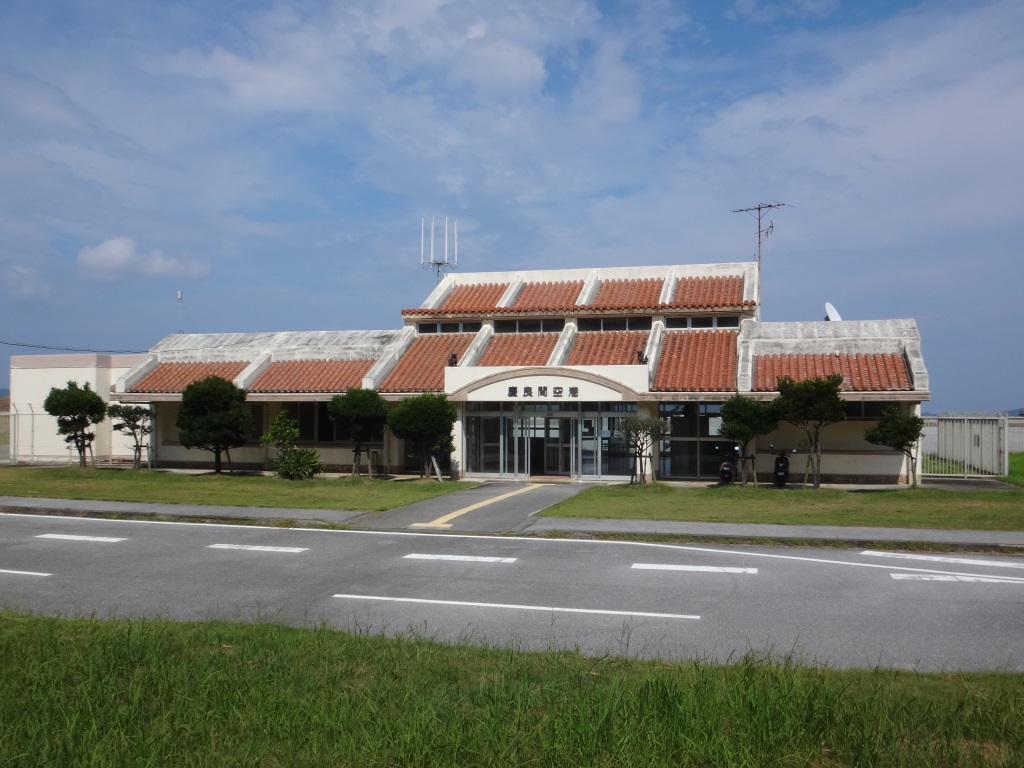
L'aeroporto di Kerama

Le isole Kerama sono servite dall'Aeroporto di Kerama, sito sull'isola di Fukaji.